# Western & Southern Open 2016
Western & Southern Open 2016 — 115-й розыгрыш ежегодного профессионального теннисного турнира среди мужчин и женщин, проводящегося в американском городе Мейсон и являющегося частью тура ATP в рамках серии Мастерс и тура WTA в рамках серии Премьер 5.
В 2016 году турнир прошёл с 15 по 21 августа. Соревнование продолжало североамериканскую серию хардовых турниров, подготовительную к сентябрьскому Открытому чемпионату США. Одиночные соревнования также входили в зачёт бонусной US Open Series.
Прошлогодние победители:
- в мужском одиночном разряде —  Роджер Федерер
- в женском одиночном разряде —  Серена Уильямс
- в мужском парном разряде —  Даниэль Нестор и  Эдуар Роже-Васслен
- в женском парном разряде —  Чжань Хаоцин и  Чжань Юнжань

## Общая информация
Мужской одиночный турнир собрал восемь представителей топ-10 мирового рейтинга. Из фаворитов турнир пропустили лидер мирового рейтинга Новак Джокович из-за травмы запястья и победитель двух последних розыгрышей турнира и третий в мире Роджер Федерер из-за травмы колена. Первым номером посева стал победитель турнира 2008 и 2011 годов Энди Маррей (№ 2 в мире на тот момент). Британец, не проиграв ни одного сета, смог дойти до финала. В решающем матче он проиграл № 12 посева Марину Чиличу. Для хорвата этот титул стал дебютным в карьере на турнирах серии Мастерс. В основной сетке турнира принял участие один представитель России — Михаил Южный, который выбыл во втором раунде.
В мужском парном разряде победу одержали четвёртые номера посева Иван Додиг и Марсело Мело. В финале они обыграли пятых номеров посева Жана-Жюльена Ройера и Хорию Текэу. Прошлогодние чемпионы Даниэль Нестор и Эдуар Роже-Васслен не защищали свой прошлогодний титул, однако оба приняли участие в турнире в разных альянсах. Нестор в паре с Вашеком Поспишилом добрался до полуфинала, где они уступили победителям турнира. Роже-Васслен в дуэте с Жюльеном Беннето проиграл уже на старте.
Женский одиночный турнир собрал только шесть представительниц топ-10. Прошлогодняя чемпионка и лидер мирового тенниса Серена Уильямс должна была выступить на турнире в качестве первого номера посева, но незадолго до его начала снялась с соревнований из-за травмы плеча.
В отсутствии американки главной фавориткой стала вторая сеянная на турнире Анжелика Кербер. Немка смогла дойти до финала, но в титульном матче уступила № 15 посева Каролине Плишковой. Для чешки этот успех стал первым на турнирах серии Премьер. В основной сетке турнира приняло участие четыре россиянки. Лучше всех из них смогла выступить Светлана Кузнецова, которая смогла выйти в четвертьфинал, находясь под седьмым номером посева. В борьбе за полуфинал Кузнецова уступила победительнице турнира Каролине Плишковой.
Парный приз у женщин достался седьмым номерам посева Сане Мирзе и Барборе Стрыцовой, которые в финале переиграли четвёртых номеров посева Коко Вандевеге и Мартину Хингис. Для Мирзы победа на местом турнире стала второй в карьере (до этого она побеждала в 2007 году). В полуфинале Мирза и Стрыцова победили прошлогодних чемпионок Чжань Хаоцин и Чжань Юнжань.

## Соревнования

### Мужчины. Одиночный турнир
Марин Чилич обыграл  Энди Маррея со счётом 6-4, 7-5.
- Чилич выигрывает 1-й одиночный титул в сезоне и 15-й за карьеру в основном туре ассоциации.
- Маррей сыграл 8-й одиночный финал в сезоне и 60-й за карьеру в основном туре ассоциации.

### Женщины. Одиночный турнир
Каролина Плишкова обыграла  Анжелику Кербер со счётом 6-3, 6-1.
- Плишкова выигрывает 2-й одиночный титул в сезоне и 6-й за карьеру в туре ассоциации.
- Кербер сыграла 6-й одиночный финал в сезоне и 23-й за карьеру в туре ассоциации.

### Мужчины. Парный турнир
Иван Додиг /  Марсело Мело обыграли  Жана-Жюльена Ройера /  Хорию Текэу со счётом 7-6(5), 6-7(5), [10-6].
- Додиг выигрывает 2-й парный титул в сезоне и 6-й за карьеру в основном туре ассоциации.
- Мело выигрывает 2-й парный титул в сезоне и 21-й за карьеру в основном туре ассоциации.

### Женщины. Парный турнир
Саня Мирза /  Барбора Стрыцова обыграли  Коко Вандевеге /  Мартину Хингис со счётом 7-5, 6-4.
- Мирза выигрывает 6-й парный титул в сезоне и 38-й за карьеру в туре ассоциации.
- Стрыцова выигрывает 2-й парный титул в сезоне и 19-й за карьеру в туре ассоциации.